# Michel Robbe
 (février 2023).
Si vous disposez d'ouvrages ou d'articles de référence ou si vous connaissez des sites web de qualité traitant du thème abordé ici, merci de compléter l'article en donnant les références utiles à sa vérifiabilité et en les liant à la section « Notes et références ».
Pour les articles homonymes, voir Robbe.
Michel Robbe, né le 3 juin 1946, est un acteur et animateur de télévision français.

## Biographie
Michel Robbe commence sa carrière comme stagiaire en 1968 au théâtre de l'Odéon dans la troupe de Jean-Louis Barrault.
Il a notamment tenu le rôle de Nans le berger (1974) dans la série réalisée par Roland-Bernard, frère aîné de Jean-Paul Rouland et Jacques Rouland, a incarné Nicolas Ozareff aux côtés de Chantal Nobel dans la série télévisée La Lumière des justes (1979), il a également joué le rôle de Jean-Paul dans la série Les Vacances de l'amour (2000-2001, rôle repris en 2012), ainsi que celui d'Armand Denardin dans la série Cinq Sœurs (2008).
Dans les années 80, il devient animateur à la télévision et présente de janvier à septembre 1987, La Roue de la fortune sur TF1, puis, de septembre 1987 à novembre 1988 La Porte Magique sur La Cinq, En route pour l'aventure, émission pour les enfants, et Mémorama sur cette même chaîne.

## Théâtre
- 1971 : Cantique des Cantiques de Jan Kopecky, mise en scène Jaromir Knittl, Festival mondial du théâtre Nancy
- 1971 : La Nuit des rois de William Shakespeare, mise en scène Denis Llorca, Festival du Marais Hôtel d'Aumont
- 1972 : La Nuit des rois de William Shakespeare, mise en scène Denis Llorca, Théâtre de l'Ouest parisien
- 1972 : La Mort des fantômes de Bernard Dabry, mise en scène Denis Llorca, Théâtre de l'Ouest parisien
- 1972 : Le Cid de Pierre Corneille, mise en scène Denis Llorca, Théâtre de la Ville
- 1973 : Phèdre d'après Racine et Euripide, mise en scène Denis Llorca, Carré Thorigny
- 1974 : Les Premières Communions de Jean-François Prévand d'après Alfred de Musset, George Sand, mise en scène Nicole Garcia, Vincennes
- 1975 : Turcaret d'Alain-René Lesage, mise en scène Serge Peyrat, Théâtre de la Ville
- 1975 : Tutti-Frutti, de et mise en scène Francis Perrin, Théâtre de l'Atelier
- 1975 : Barbe-bleue et son fils imberbe de Jean-Pierre Bisson, mise en scène de l'auteur, Théâtre de Nice
- 1976 : Barbe-bleue et son fils imberbe de Jean-Pierre Bisson, mise en scène de l'auteur, Théâtre Récamier
- 1978 : Apprends-moi Céline de Maria Pacôme, mise en scène Gérard Vergez, avec Maria Pacôme, Daniel Auteuil, théâtre des Nouveautés
- 1979 : Cyrano de Bergerac de Edmond Rostand, mise en scène Raoul Billerey, Tréteaux de France
- 1981 : La Célestine de Pierre Laville d'après F. de Rojas, mise en scène Jean-Claude Amyl, Musée du Petit-Palais
- 1981 : Le Jardin d'Eponine de Maria Pacôme, mise en scène Gérard Vergez, Comédie des Champs-Élysées
- 1984 : Rendez-vous dans le square de Michel Bedetti, mise en scène Pierre Vielhescaze, musique originale Karim Kacel, Théâtre des Hauts-de-Seine
- 1993 : Le Dîner de cons de Francis Veber, mise en scène Pierre Mondy, Théâtre des Variétés
- 1998 : Voyage de noces de Marc Camoletti, mise en scène par lui-même
- 2000 : Dom Juan, Sganarelle... d’après Dom Juan de Molière mise en scène Michel Melki
- 2004 : Faux départ de Jean-Marie Chevret, mise en scène Thierry Harcourt, Théâtre Rive Gauche
- 2012 : En attendant Godot de Samuel Beckett, mise en scène Jean-Marie Russo
- 2012 : Célibats sur cour de Jean-Marie Chevret, mise en scène Jean-Pierre Dravel et Olivier Macé
- 2023 : Le cercle des Illusionistes d'Alexis Michalik, Collaboration à la mise en scène : Anaïs Laforêt

## Filmographie partielle

### Cinéma
- 1972 : Les Galets d'Étretat de Sergio Gobbi
- 1973 : Le Concierge de Jean Girault
- 1973 : L'Affaire Crazy Capo de Patrick Jamain
- 1979 : Je te tiens, tu me tiens par la barbichette de Jean Yanne
- 1979 : Bête, mais discipliné de Claude Zidi
- 1983 : Circulez y'a rien à voir de Patrice Leconte
- 2000 : En vacances de Yves Hanchar

### Télévision
- 1972 : François Malgorn, séminariste ou Celui qui n'était pas appelé : François Malgorn
- 1974 : Nans le berger de Bernard Roland : Nans
- 1979 : La Lumière des Justes de Yannick Andréi
- 1992 : Les Cœurs brûlés de Jean Sagols
- 1998 : Les Vacances de l'amour : Vincent
- 1999 : Island Détectives (épisode 5 : Représailles)
- 2000 - 2001 : Les Vacances de l'amour : Jean-Paul Lambert
- 2000 : Le Margouillat de Jean-Michel Gibard
- 2005 : Félix Leclerc de Claude Fournier
- 2013 - 2016 : Les Mystères de l'amour : Jean-Paul Lambert
- 2014 : Plus belle la vie : Alfonso de Reichmann
- 2017 : Scènes de ménages : Un ami de Raymond (un sketch)
- 2020 : Astrid et Raphaëlle : saison 1, épisode 5
- 2021 : Mixte (série Prime Vidéo) : colonel Couret